# Rácalmás
Rácalmás é uma cidade da Hungria, situada no condado de Fejér. Tem 40,64 km² de área e sua população em 2019 foi estimada em 4.572 habitantes.